# 切爾沃維斯洛比德卡
50°20′49″N 33°4′9″E / 50.34694°N 33.06917°E
切爾沃維斯洛比德卡（烏克蘭語：Червона Слобідка），是烏克蘭中部的村莊，隸屬波爾塔瓦州的米爾霍羅德區。該村始建於1788年，面積0.91平方公里，海拔高度141米，2001年人口15。